# 1 Dywizjon Samochodowy (Rosja)
1 Dywizjon Samochodowy (ros. 1-й Автомобильный дивизион) – oddział wojsk samochodowych Białych podczas wojny domowej w Rosji
9 listopada 1918 r. w składzie sił zbrojnych Tymczasowego Rządu Obwodu Północnego została sformowana Kompania Samochodowa. Na jej czele stanął sztabskapitan Edmund E. Des-Fontejnes. W marcu 1919 r. została ona rozwinięta w 1 Dywizjon Samochodowy. Jego dowództwo objął płk Wsiewołod I. Korotkiewicz. 25 września w jego skład wszedł pododdział 6 czołgów Mark V i Mark B z brytyjskimi załogami i obsługą dowodzony przez mjr. J. N. Lewisa Bryana. Wkrótce wojska brytyjskie ewakuowały się z obszaru Obwodu Północnego, pozostawiając Białym jedynie 2 czołgi: Mark V i Mark B. W październiku dywizjonowi zostały podporządkowane nowo formowane oddziały lotnicze Frontu Północnego. W tym czasie dywizjon toczył ciężkie walki na kierunku plesieckim. 11 października zdobył stację kolejową Plesiecka. Pod koniec listopada walczył w rejonie Nabołoka. Żołnierze dywizjonu nosili brytyjskie mundury wojskowe z Krzyżem Św. Jerzego na czapkach. Dywizjon został rozwiązany na pocz. 1920 r., przed ewakuacją wojsk Białych gen. Jewgienija K. Millera. 21 lutego, po zdobyciu przez wojska bolszewickie Archangielska, przejęły one oba porzucone czołgi dywizjonu.